# Thian Hock Keng

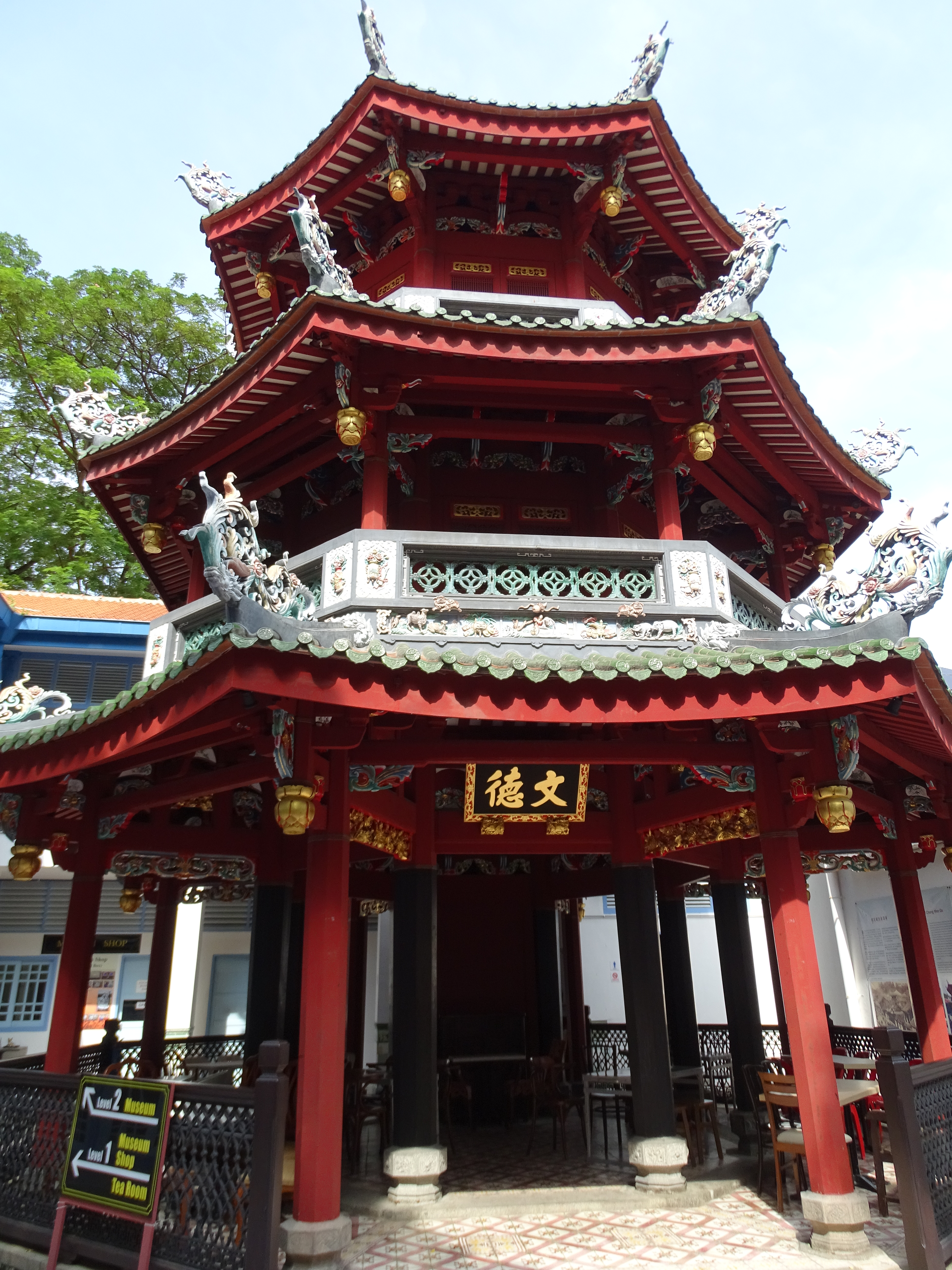
Pagoda Keng Teck Huay in der Tempelanlage

Der Tempel Thian Hock Keng (chinesisch 天福宫, Pinyin Tiānfú Gōng, Pe̍h-ōe-jī Thian-hok-king) in Singapur, übersetzt „Palast des himmlischen Glücks“, auch bekannt als der Tianfu-Tempel, ist einer der ältesten und wichtigsten Tempel der Hoklo-Chinesen in Singapur. Er ist der Anbetung von Mazu („Ma Cho Po“, 妈祖婆, Pe̍h-ōe-jī Má-tsóo-pô), einer chinesischen Meeresgöttin, gewidmet. Er wurde 1821 angelegt und 1939–1942 gründlich umgebaut. Der Tempel wird durch die Vereinigung Singapore Hokkien Huay Kuan (auch nur Hokkien Huay Kuan) verwaltet.

## Geschichte
1821 errichteten eingewanderte Chinesen aus der Provinz Fujian an der Stelle des heutigen Tempels eine kleine Gebetsstätte als Dank für ihre geglückte Anreise nach Singapur: sie war gewidmet der Meeresgöttin Mazu, der Patronin der Seefahrer. Das religiöse Zentrum war in dieser Zeit jedoch der 1928 erbaute Tempel Heng San Teng, dem die Aufsicht über den angrenzenden Friedhof Tiong Lama oblag.

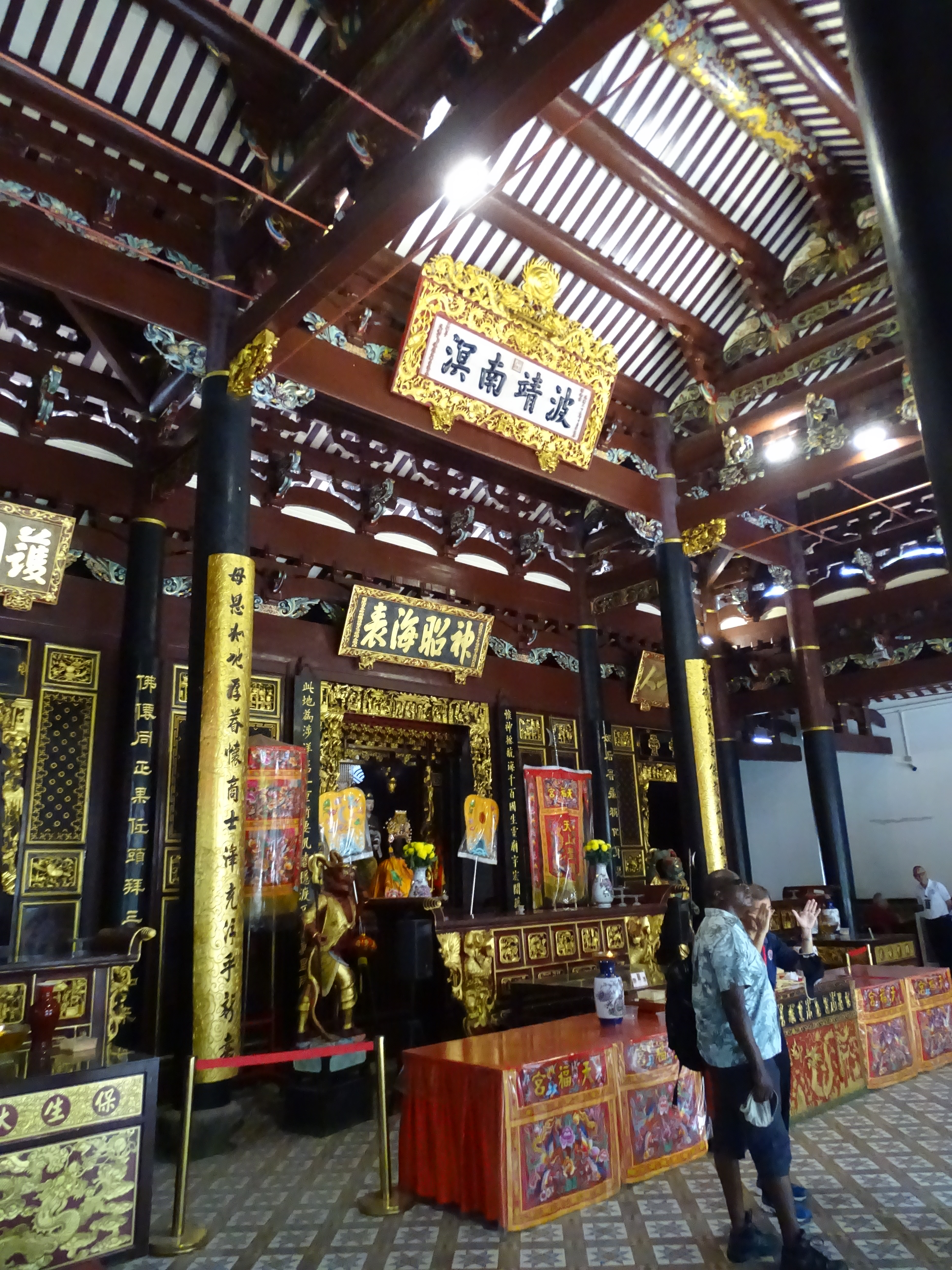
Altar der Meeresgöttin Mazu

Nachdem die Anzahl der zugewanderten Chinesen in der Stadt weiterhin stieg, entschloss man sich 1939 zu einem umfangreichen Neubau (und einer Vergrößerung) des Tempels, der erst 1942 beendet wurde. Dem neuen Tempel wurde auch die Rolle des "Friedhofstempels" und die Beaufsichtigung  des Friedhofs Tiang Lama übertragen. Der Bau des Thian-Hock-Keng-Tempels ging auf Initiative der singapurischen Hoklo-Chinesen aus der zu dieser Zeit entstandenen Sippe Hokkien Huay Kuan zurück. Außer als Gebetshaus diente er auch als Büro dieser und als Veranstaltungsort. Die Statue der Schutzgottheit Mazu wurde von Amoy (heute Xiamen) in der Provinz Fujian verschifft und kam im April 1840 in Singapur an. Die Einzelheiten der Tempelgeschichte und die Namen der Sponsoren der Bauarbeiten sind auf Steintafeln in der Eingangshalle festgehalten. 1849 wurde zusätzlich die Pagode Chung Wen und das Tor Chong Boon Gate errichtet.
Am 28. Juni 1973 wurde die Tempelanlage Thian Hock Keng zum Nationalen Monument erklärt.
Zwischen 1998 und 2000 verlief eine weitere sehr umfangreiche Restaurierung des Tempels, was eine „lobende Erwähnung“ bei der Preisverteilung des UNESCO Asia-Pacific Heritage 2001 Awards for Cultural Heritage Conservation einbrachte.

## Lage, Architektur
Thian Hock Keng befindet sich im Zentrum von Singapur in Chinatown im Distrikt Outram in der Telok Ayer Street.
Der Tempel wurde von chinesischen Handwerkern in traditioneller Hokkien-Tempelarchitektur erbaut. Bei der Konstruktion wurde kein einziger Nagel verwendet und alle Materialien wurden aus China importiert, einschließlich der Eisenholzpfosten, die als Hauptstützen des Gebäudes dienen. Der Tempel hat geschwungene Dachfirste, auf den Dächern der Eingangshalle und der Haupthalle befinden sich vier tanzende Drachen, welche die Gerechtigkeit und Macht symbolisieren. Die dekorativen Elemente auf den Dächern sind in einer speziellen Technik hergestellt: bunte Keramik wurde akribisch in kleinere Stücke geschnitten und zu schönen Mosaikfiguren geklebt. Es wurde der übliche Standard einer dreischiffigen Typologie angewendet: der Bau besteht aus einer Eingangshalle, einer Haupthalle und einer hinteren Halle. Zusätzliche Reihen von Seitenhallen befinden sich auf beiden Seiten der Hauptgebetshallen.

## Galerie

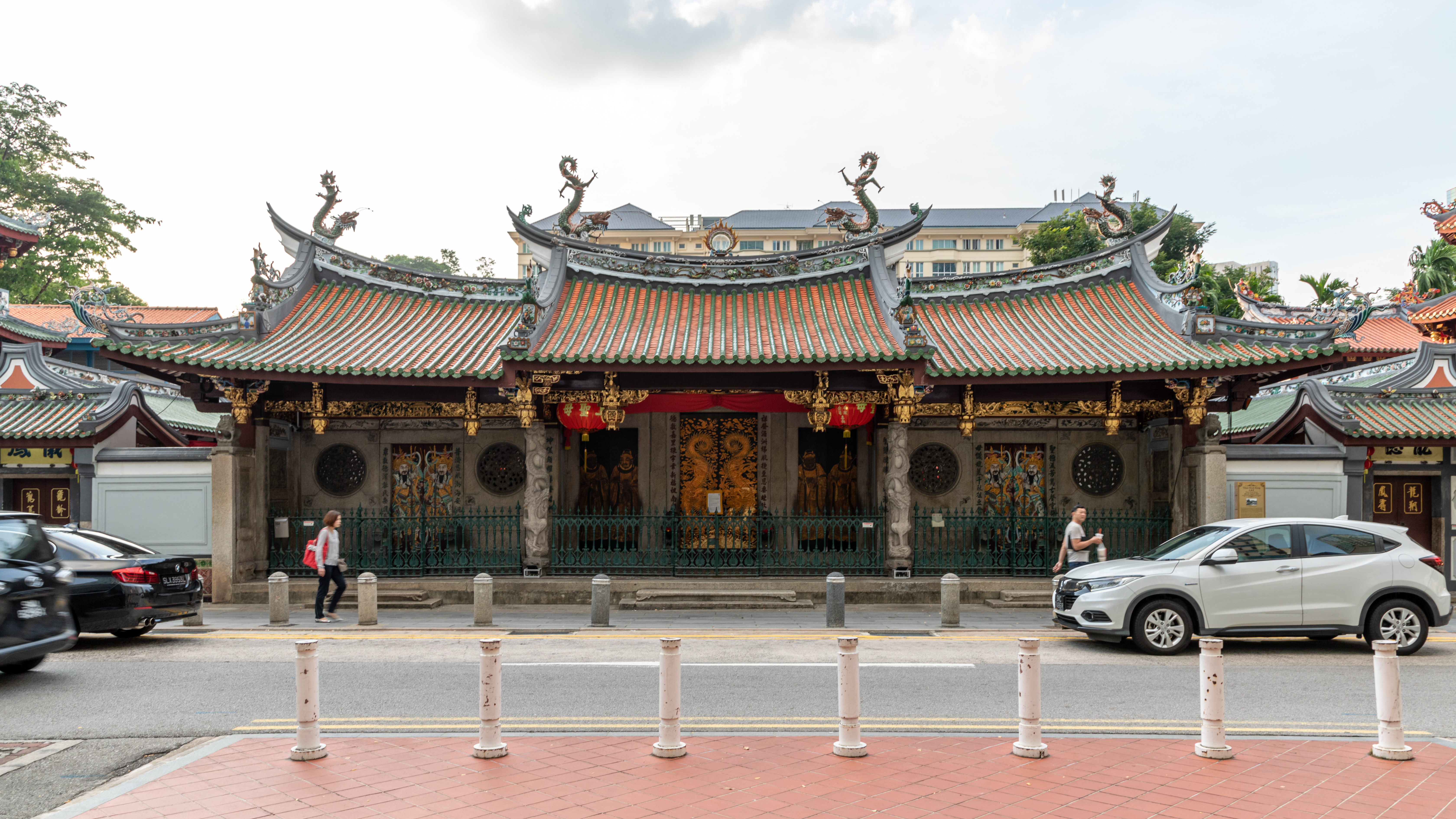
Haupteingang in der Telok Ayer Street
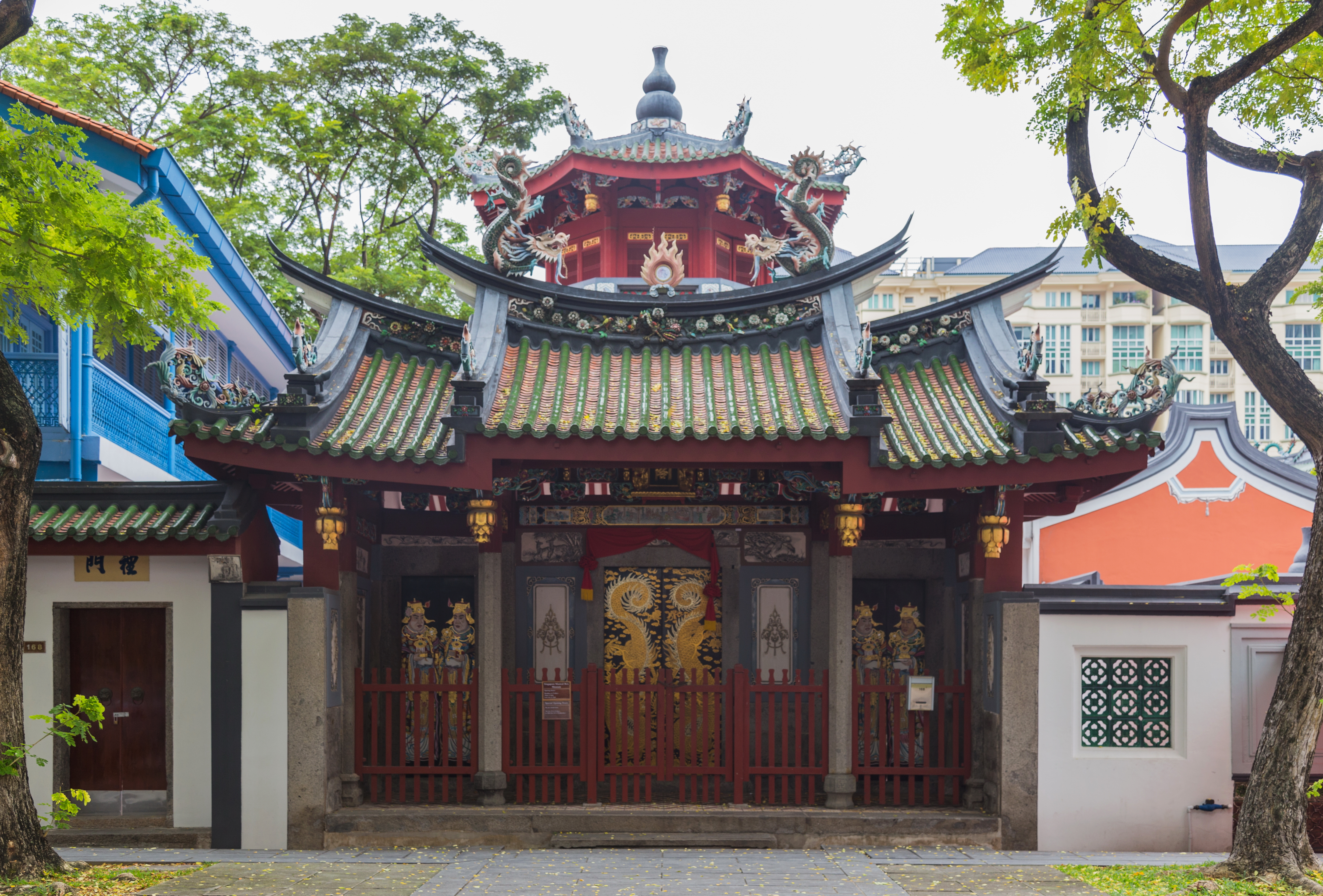
Nebeneingang in der Telok Ayer Street
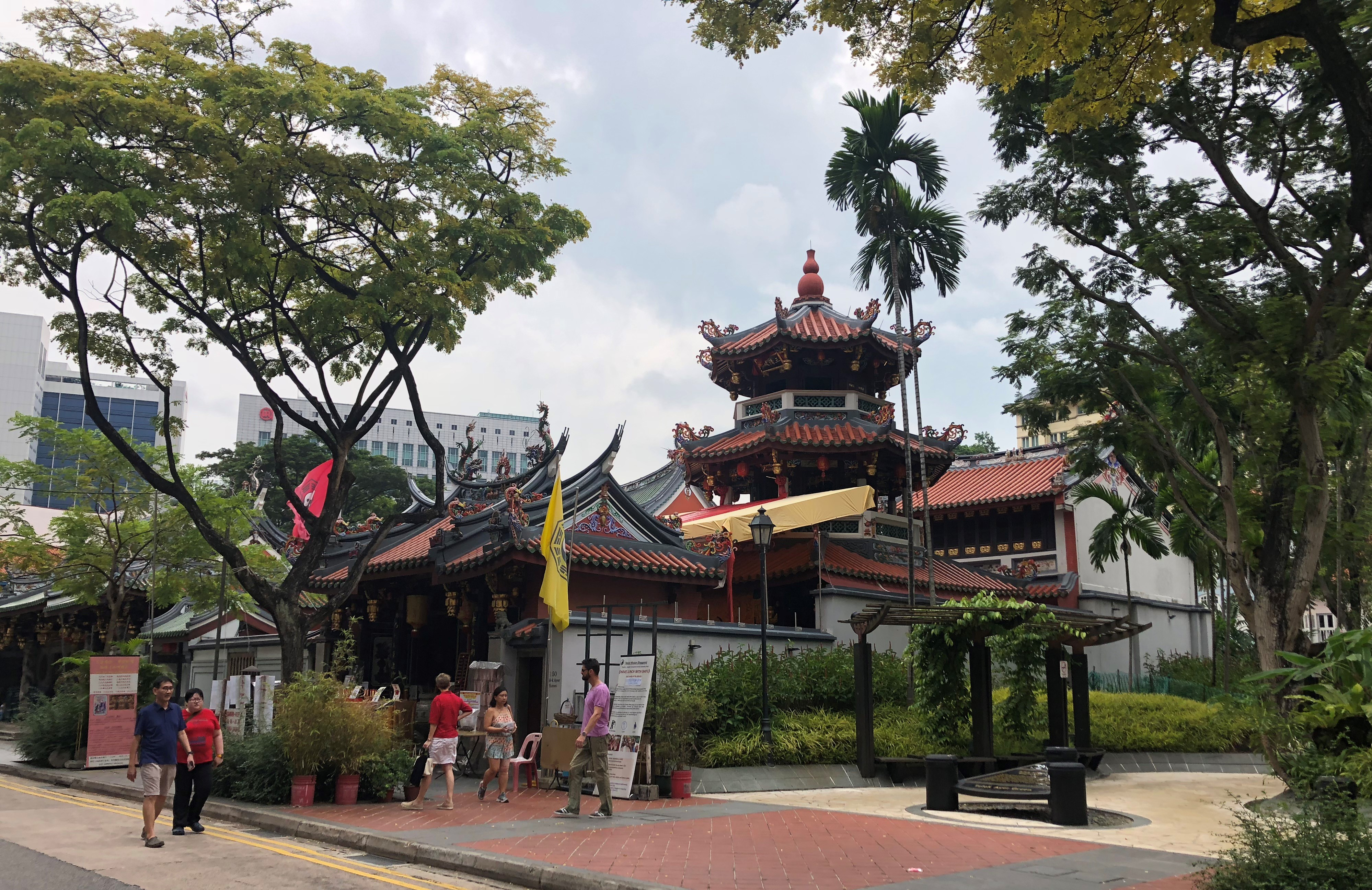
Ansicht auf den Tempel
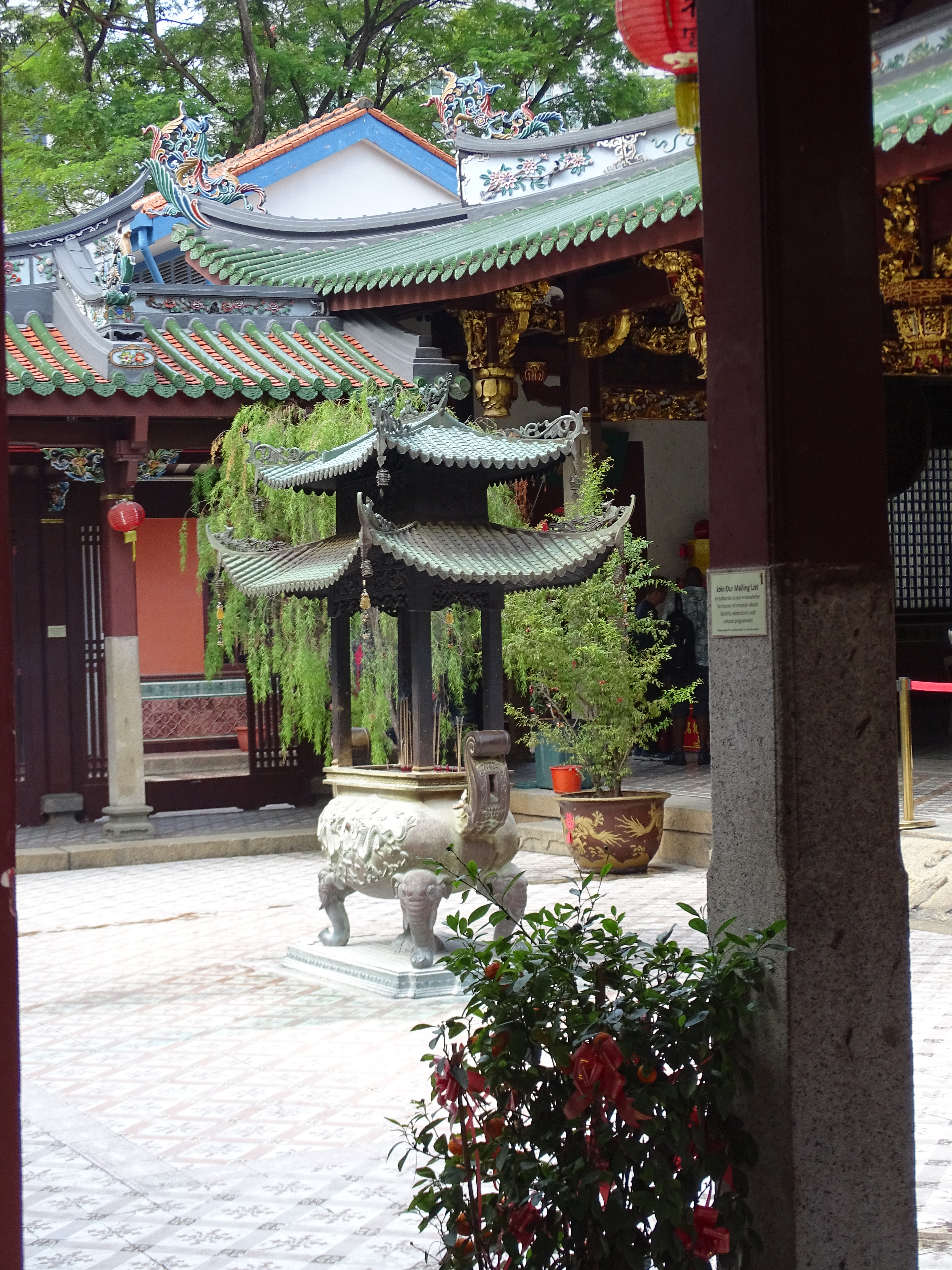
Innenhof
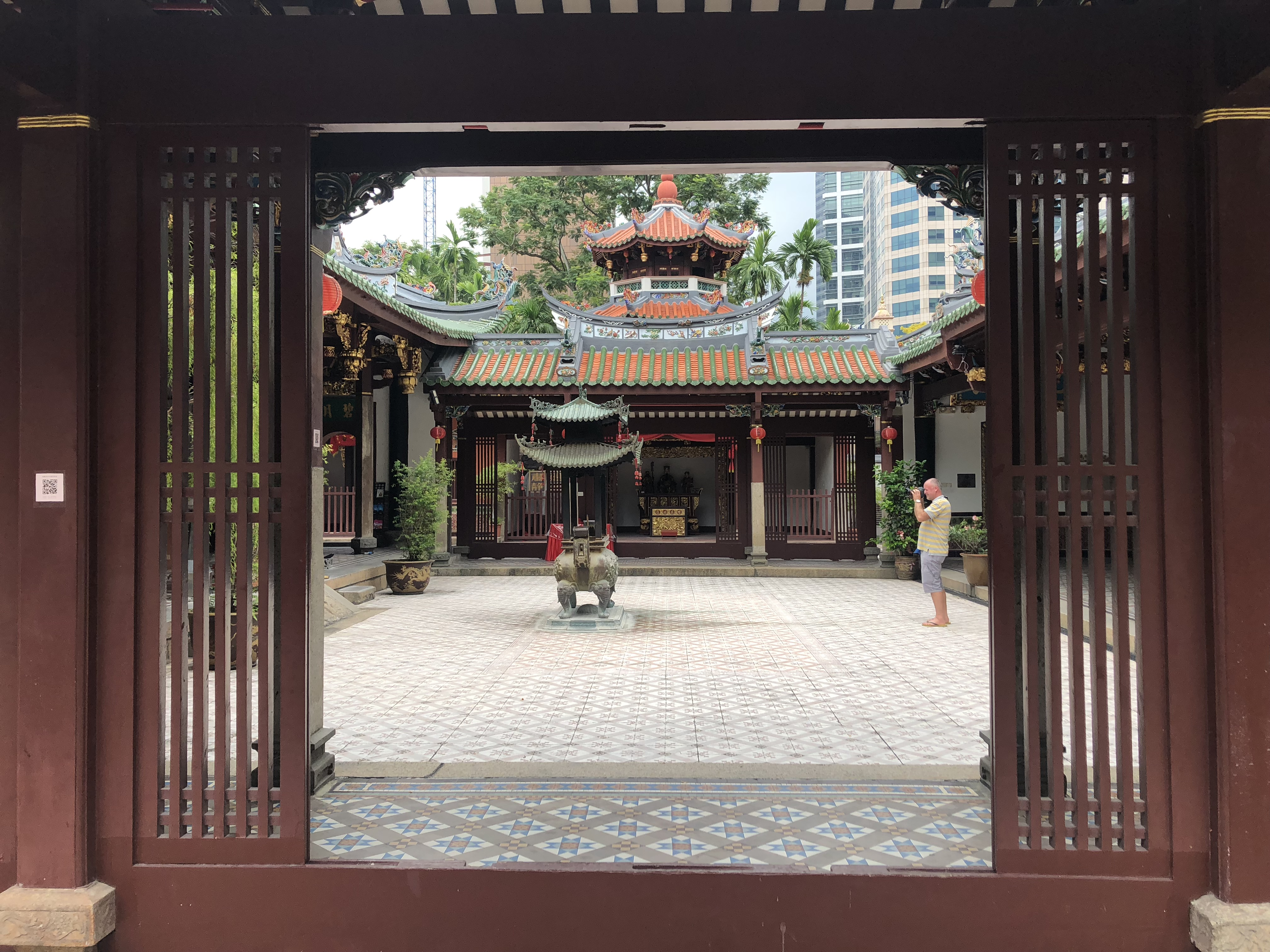
Blick in den Innenhof
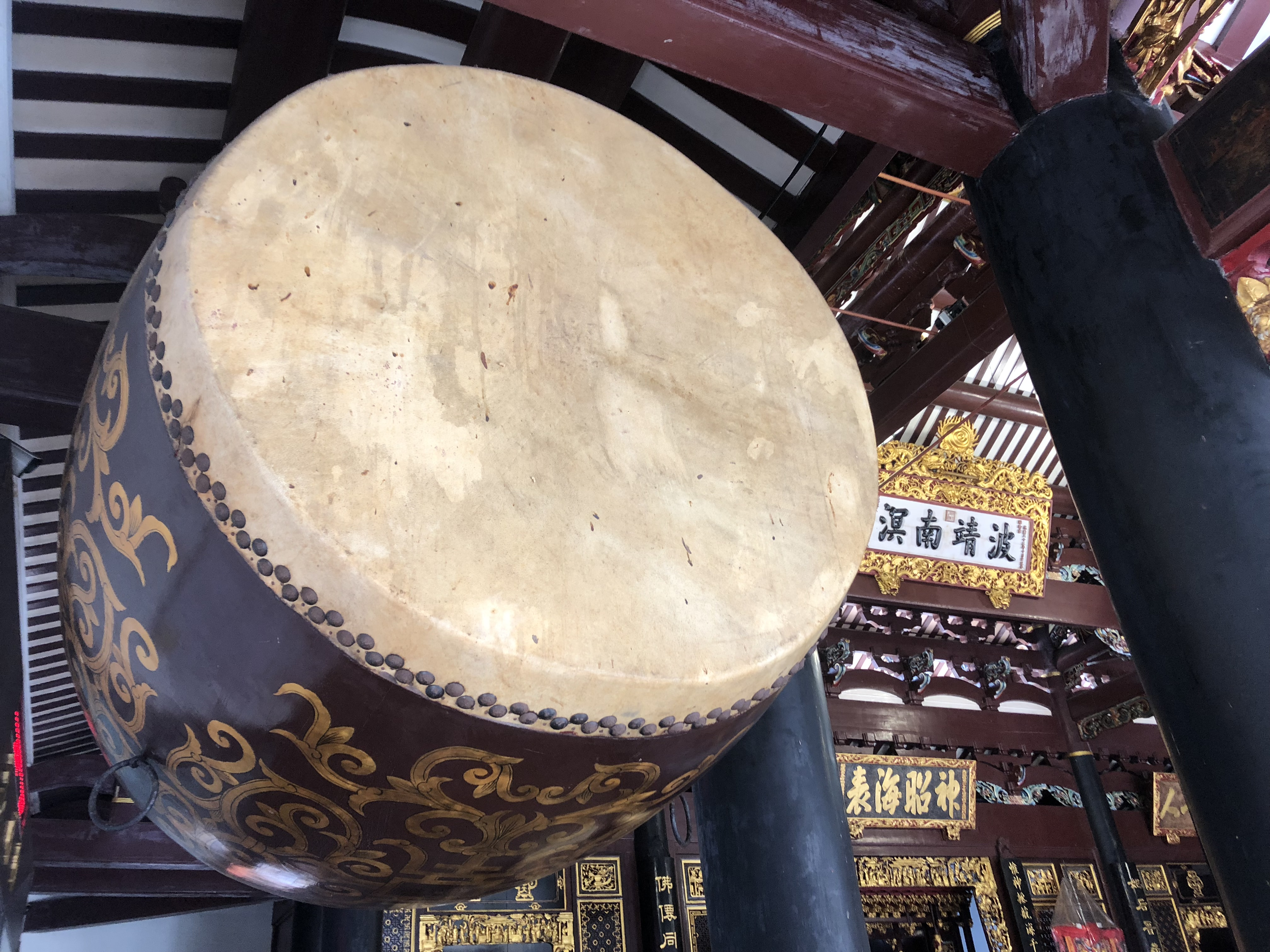
Große Tempeltrommel Tanggu
Tempelanlage vor 1880
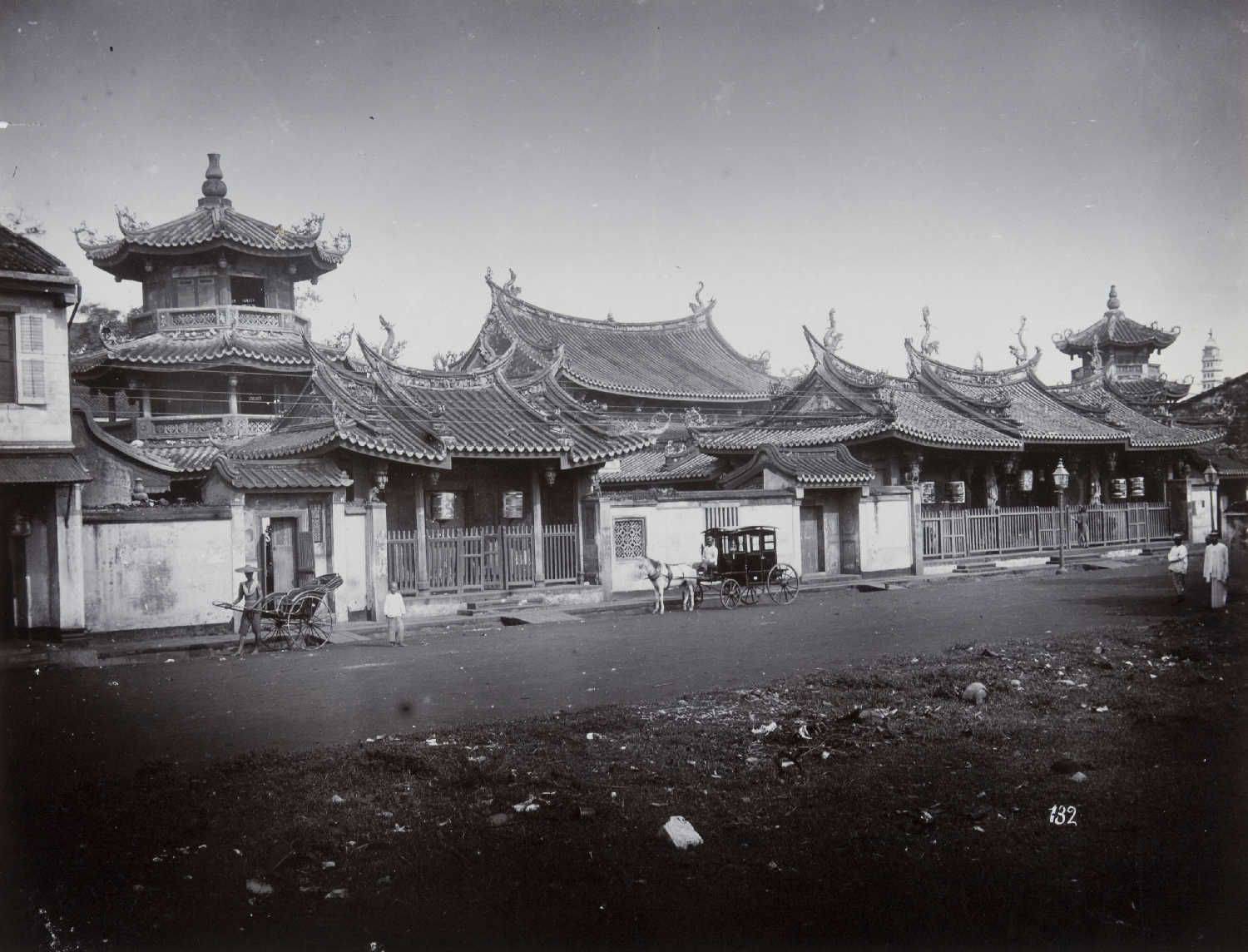
Tempelanlage zwischen 1880 und 1919